# Jacob Frederik Muller
Jacob Frederik Muller (1690 - 1718) staat bekend als de meest notoire Amsterdamse schurk aller tijden. Dat was hij niet, maar aldus is hij in de verhalen vanaf het einde van de negentiende eeuw geëtaleerd.
Hij was afkomstig uit Koningsbergen en zoon van Catharina Muller en Jacob Balck. Hij werd door het Amsterdamse gerecht op 14 januari 1716 ter dood veroordeeld vanwege een zevental misdrijven: twee in Overijssel, een in het dorp Zevenhoven, een nabij Gouda en drie nabij Amsterdam, maar niet één in Amsterdam.
Muller appelleerde tegen dit vonnis bij het Hof van Holland, dat echter het schepenvonnis bekrachtigde. Hij speelde vervolgens zijn laatste troef uit en ging in hoger beroep bij de Hoge Raad, die hem opnieuw veroordeelde. Hij onderging zijn straf aan het eind van juli 1718, nadat de Staten te zijner ere op de 17de van die maand een plakkaat hadden uitgevaardigd, waarbij aan alle gerechten macht werd gegeven om "alle soorten van gauwdieven en moordenaars, die reeds straf voor hun misdaden hadden ondergaan, en als recidief daarvoor veroordeeld werden, dadelijk te executeren, zonder hun beroep voor een hogere rechter toe te staan". Muller werd geradbraakt.
In 1901 heeft Justus van Maurik jr. zich over hem ontfermd en hem in een gefantaseerd verhaal tal van kwaliteiten toebedacht. Van hem komt ook het (vermoedelijke) verzinsel van het Fort van Sjako aan de Amsterdamse Elandsgracht. Sindsdien hebben velen de verhalen over Jaco aangedikt.

## Literatuur

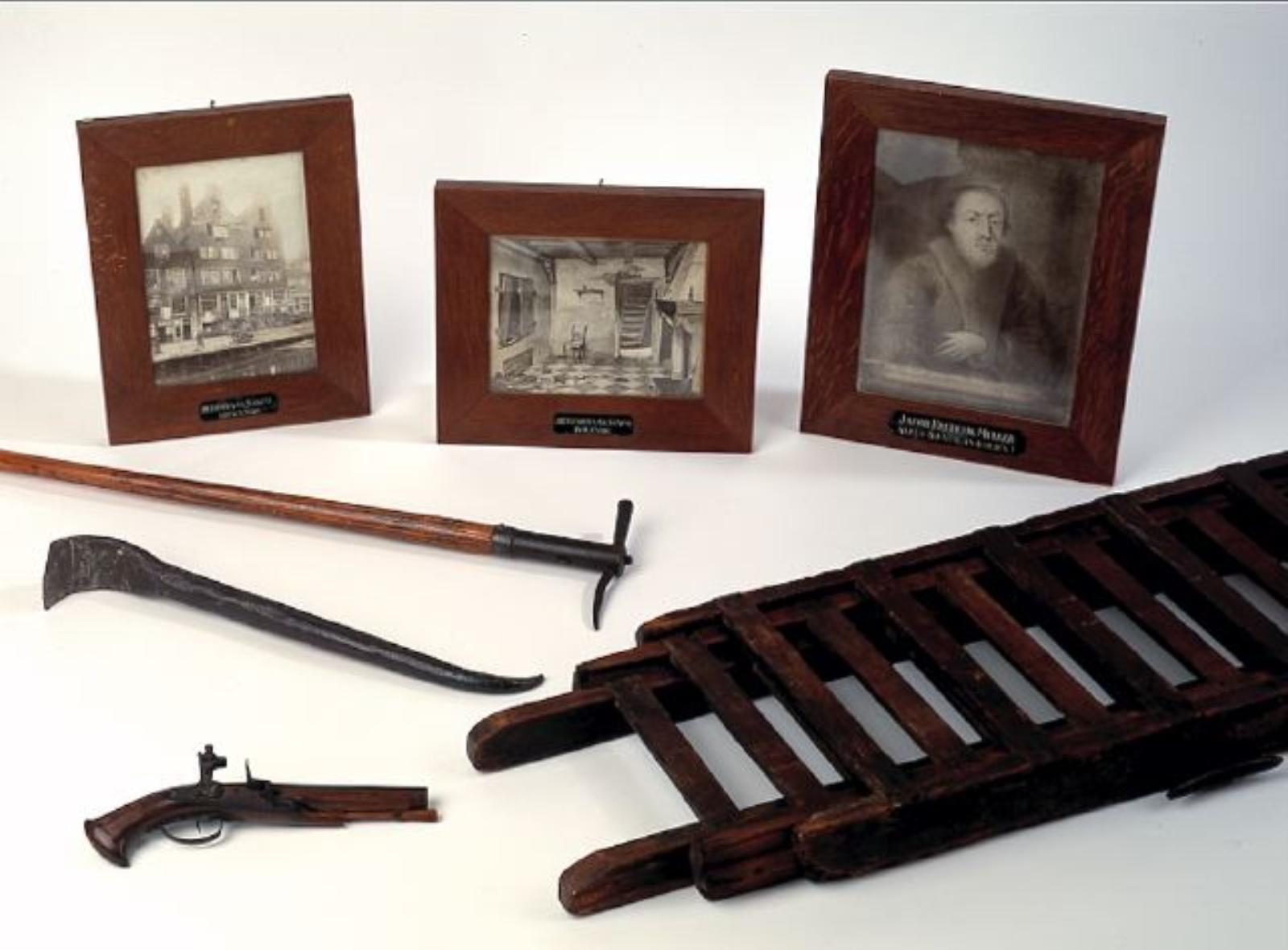
De attributen die Sjakoo bij zijn inbraken gebruikte, waren bij zijn gevangenneming door de schout in beslag genomen